# Yarikh
Yarikh, conosciuto anche come Jerah, Jarah, Jorah (pronuncia ebraica ירח) o Yarkhibol in fenicio, è il dio della luna nella religione cananea i cui epiteti sono "illuminatore dei cieli" ', "illuminatore delle miriadi di stelle" e "signore della falce" (quest'ultimo epiteto potrebbe essere ricondotto alla fase lunare della luna crescente).  Yarikh è conosciuto anche come il fornitore di rugiada notturna, ed è sposato con la dea Nikkal, signora dei frutteti. L'umidità del dio bagna il deserto, facendo fiorire i frutteti. La città di Gerico porta questo nome in suo onore.